# Symmorphus tsushimanus
Symmorphus tsushimanus är en stekelart som beskrevs av Sk. Yamane 1990. Symmorphus tsushimanus ingår i släktet vedgetingar, och familjen Eumenidae. Inga underarter finns listade i Catalogue of Life.